# Brug 905
Brug 905 is een vaste brug in Amsterdam-Noord.
De brug is gelegen in het Vishoekerpad, via het Vikingpad een van de zijpaden van de Buiksloterdijk, ze overspant een vijftien meter brede afwateringstocht. De doorvaartbreedte is slechts 8,50 meter omdat de landhoofden diep in het water staan. De verkeersstromen zijn hier naar inzicht uit de late jaren zestig gescheiden. De brug is daarom alleen voor langzaam verkeer. De brug maakt deel uit van een viertal bruggen (samen met brug 901, brug 904 en brug 905), die hetzelfde uiterlijk hebben en ongeveer gelijktijdig werden gebouwd. De bruggen hebben voor hun doel robuuste landhoofden en borstweringen, in die twee onderdelen zijn reliëfs aangebracht in het beton. De balustraden/leuningen hebben specifieke vormen. De bruggen kwamen in de kleuren lichtgrijs en blauw. De bruggen werden ontworpen door Sier van Rhijn werkend voor de Dienst der Publieke Werken, die ongeveer twintig bruggen voor de stad ontwierp.

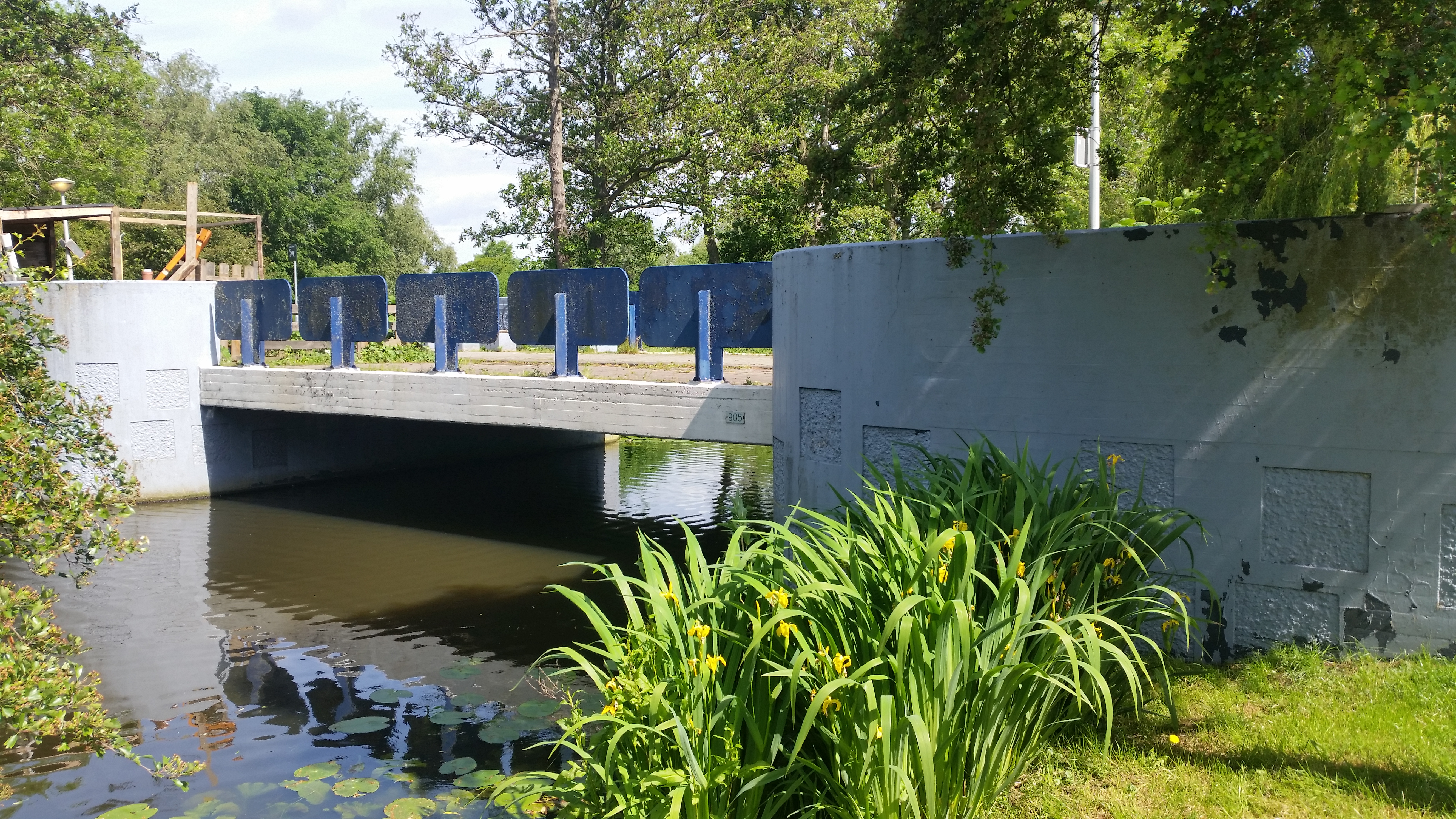
Zijaanzicht van brug 905 (mei 2019)

<<< · 900 · 901 · 904 · 905 · 906 · 907 · 908 · 909 · 912 · 913 · 914 · 915 · 916 · 917 · 918 · 919 · 920 · 923 · 924 · 930 · 932 · 933 · 934 · 935 · 936 · 937 · 939 · 943 · 944 · 945 · 946 · 947 · 948 · 949 · 950 · 951 · 952 · 953 · 954 · 956 · 957 · 958 · 959 · 960 · 961 · 962 · 963 · 964 · 965 · 966 · 967 · 968 · 970 · 971 · 972 · 973 · 974 · 975 · 978 · 979 ·  980 · 981 · 984 · 985 · 986 · 987 · 988 · 989 · 990 · 991 · 992 · 993 · 994 · 995 · 996 · 997 · 998 · 999 · >>>
Brugnummers  902, 903, 910, 911, 920, 921, 922, 925, 926, 927, 928, 929, 931, 937, 938, 940, 941, 942, 955, 969, 976, 977, 982, 983 zijn niet (meer) vergeven.